# Dubrava (Lípetsk)
|  | Per a altres significats, vegeu «Dúbrava». |

Dubrava (en rus: Дубрава) és un poble de l'óblast de Lípetsk, a Rússia, que el 2013 tenia quatre habitants. Pertany al districte rural de Griazi.